# Herrán (Burgos)
Herrán es una localidad situada en la provincia de Burgos, comunidad autónoma de Castilla y León (España), comarca de Las Merindades, partido judicial de Villarcayo, ayuntamiento de Valle de Tobalina. Un desfiladero no apto para vehículos que nace en el mismo pueblo lo comunica, en dirección a Ribera (Álava), con el parque natural de Valderejo, en Álava, a cuyas puertas está.

## Geografía
En el valle del Ebro, entre la Sierra de Arcena al norte y la Sierra de Pancorbo al sur,; a 41 km de Villarcayo, cabeza de partido, y a 92 de Burgos. Comunicaciones: autobuses, Briviesca-Barcina del Barco y Villarcayo-Miranda de Ebro, con parada a 5 km.

## Situación administrativa
En las elecciones locales de 2007 correspondientes a esta entidad local menor concurre una sola candidatura encabezada por José Luis Chico Cavia (Tierra Comunera).

## Demografía
Evolución de la población
| Gráfica de evolución demográfica de Herrán entre 2000 y 2017       |
|                                                                    |
| Población de derecho (2000-2017) según el padrón municipal del INE |

## Infraestructuras
La obra de empedrado del casco antiguo, con un coste de 445.000 Euros ha sido premiada por Diputación

## Historia

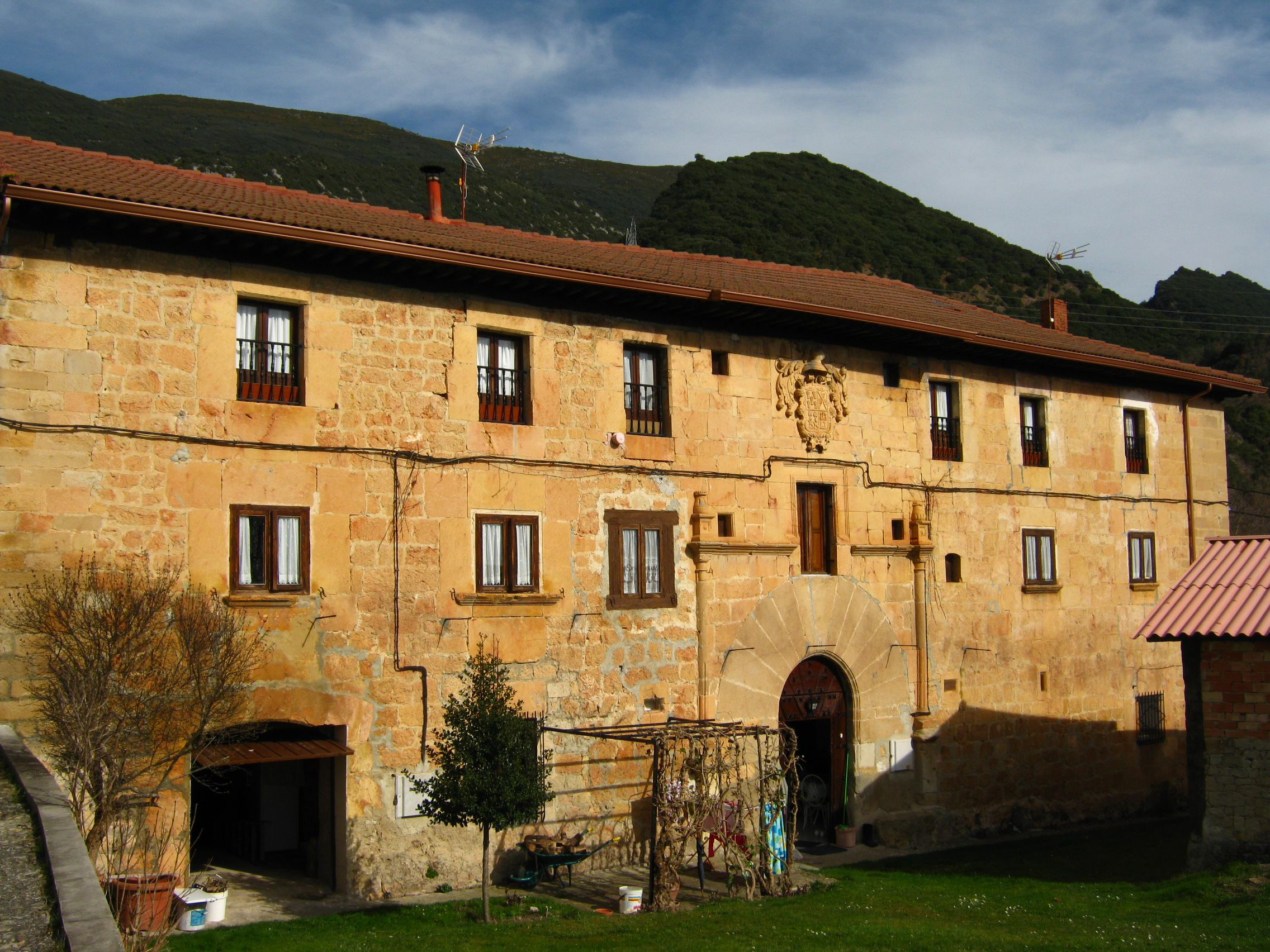
Casa blasonada en Herrán

En el año 852 un grupo de venerables varones dirigidos por el abad Pablo, descendían por abruptas quebradas, cortadas por saltos y casacadas del río Purón fundando la iglesia de San Martín de Herrán, en esta comarca conocida como Pontecerzi y en 978 como Focecerci (Puentes y Hoces), bajo el mandato de Rodericus Comite in Castilla, con esta fórmula estridente y escandalosa: 

«...Hecha la escritura en el día IV de las nonas de julio de la era 890, reinando Rodrigo, conde en Castilla...»

Hoy la iglesia no existe, pero su recuerdo perdura en las llamadas Huertas de San Martín
Villa, en el Valle de Tobalina, en el partido de Castilla la Vieja en Burgos, jurisdicción de señorío, ejercida por el Duque de Frías quien nombraba su alcalde ordinario.
A la caída del Antiguo Régimen queda agregado al ayuntamiento constitucional de Valle de Tobalina, en el Partido de Villarcayo perteneciente a la región de Castilla la Vieja.

## Fiestas y costumbres
Fiesta local el día 5 de febrero, festividad de Santa Águeda.

## Lugares de interés
Desfiladero del río Purón.
Puntedo, Pópilo

## Parroquia
Iglesia católica de Santa Águeda, dependiente de la parroquia de San Martín de Don en el Arciprestazgo de Medina de Pomar, diócesis de Burgos.